# 蒙正發
蒙正發（?—?），明朝政治人物。
湖北崇阳县贡生，李自成死後不久，蒙正發在崇陽起兵，事敗後，逃入湖南平江、长沙，投奔何腾蛟。
隆武時，任推官，屬章曠幕下。隆武二年（1646年），在衡阳應湖廣鄉試，中舉人。永曆時，官至兵科都給事。受何騰蛟、瞿式耜器重，為楚黨人物。左都御史袁彭年、礼部侍郎刘湘客、吏科给事中丁时魁、工科左给事中金堡、户科右给事中蒙正发等五人结党把持朝政，人称“五虎”。著有《三湘從事錄》。王夫之给他写了墓志铭，稱他“力持纲纪，清冒滥，劾功罪，裁凌躐”，顧誠在《南明史》對於王夫之的說法表示不以為然。有子蒙之鴻。